# Samsung Galaxy S Duos 2
Samsung Galaxy S Duos 2 je druhá verze smartphonu Samsung Galaxy S Duos. Vytvořila ho společnost Samsung.

## Hardware
Hardware je téměř stejný jako u první verze smartphonu. Je vybaven zaobleným polykarbonátovým podvozkem, umělým kovovým lemováním a odnímatelným zadním krytem, typickým pro většinu smartphonů Samsung Galaxy S III. S Duos 2 je k dispozici v černé a bílé barvě. Obrazovka S Duos 2 je 4,0 palcová (102 mm) s TFT LCD panelem s 233p, který je stejný jako u S Duos.

## Fotoaparát
Galaxy S Duos 2 má 5megapixelový fotoaparát s LED bleskem a 0,3megapixelovým fotoaparátem vpředu. Zadní kamera má 7 režimů fotografování. Tato zadní kamera dokáže nahrávat video v rozlišení 720p, 360p a 240p.
Na rozdíl od základních duálních modelů SIM od společnosti Samsung je S Duos 2 stále aktivní na obou SIM kartách, takže je připraven přijímat hovory na obou SIM kartách. Volitelně může přijímat dva hovory současně, ale to vyžaduje, aby bylo na každém čísle nastaveno přesměrování na nedosažitelné a je to závislé na dostupnosti od operátora a může to vyžadovat další poplatky.
S Duos 2 také obsahuje odnímatelnou baterii 1500 mAh. Trvá někde za 4–5 hodin při intenzivním používání a něco přes 3 hodiny při hraní.

## Parametry

### Software
S Duos 2 je dodáván se systémem Android 4.2.2 „Jelly Bean“ a softwarem Samsung TouchWiz. S Duos 2 přidává některé z funkcí Galaxy S4 , jako jsou widgety, které byly upgradovány na patentované widgety Samsung používané modely nesoucími verzi OS. Oficiálně neexistuje žádný plán pro další upgrade, ale neoficiálně mnoho zakázkových ROM vytvořených vývojáři SandPox , Ishant Vivek a dalšími. ROMy lze stáhnout z fóra xda-developers nebo z nejnovějších denních sestav od Jenkins společnosti SandPox.